# Analytischer Sprachbau
Ein analytischer Sprachbau liegt für die Sprachtypologie von August Wilhelm Schlegel in einer Sprache vor, in der die grammatische Funktion der Wörter/Wortgruppen im Satz (zum Beispiel Subjekt, Objekt, …) durch unabhängige Einzelwörter deutlich gemacht wird. Man spricht in diesem Zusammenhang von analytischen Sprachen. Die analytischen Sprachen umfassen die Gruppe der isolierenden Sprachen, zu der auch das Chinesische gehört.
Im Gegensatz dazu stehen die synthetischen und polysynthetischen Sprachen, in denen verschiedene Informationen durch Flexion in einzelne Wörter inkorporiert werden. Den von Schlegel betonten Unterschied zwischen analytischen und synthetischen Sprachen hält Wilhelm von Humboldt für graduell und nicht für sehr relevant.
Das Chinesische (aller „Dialekte“) ist ein sehr gutes Beispiel für eine analytische Sprache. Zur Veranschaulichung:
| wǒ  | de        | péngyou | men    | dōu  | yào    | chī   | jidàn. |
| Ich | possessiv | Freund  | Plural | alle | wollen | essen | Ei.    |

Wie zu sehen, repräsentiert ein einzelnes Wort eine einzelne Funktion. Allerdings sind de und men im zitierten Beispiel Flexionsendungen zu den jeweils vorangehenden Wörtern. Im Deutschen wird hingegen beispielsweise die Information Plural durch Flexion in die Wörter integriert. Allerdings enthält auch das Deutsche vielerlei analytische Elemente. In der Phrase „in meinen Häusern“ werden beispielsweise die Information Lokativ und Possessiv der 1. Person durch separate Wörter zum Ausdruck gebracht, man vergleiche hiermit das bedeutungsgleiche finnische Wort taloissani: talo („Haus“) + i (Plural) + ssa (Inessiv, in) + ni („mein“)
Südostasien ist ebenfalls die Heimat vieler analytischer Sprachen, wie Thai oder Vietnamesisch.
Auch Kreolsprachen wie Haitianisch sind gute Beispiele für analytische Sprachen. Im Vergleich zu oben:
| Tout | zanmi  | 'm   | yo     | vle    | manje | ze. |
| Alle | Freund | mein | Plural | wollen | essen | Ei. |